# Ward Tower
Ward Tower är en kulle i Antarktis. Den ligger i Östantarktis. Australien gör anspråk på området. Toppen på Ward Tower är 2 760 meter över havet, eller 144 meter över den omgivande terrängen. Bredden vid basen är 1,5 km.
Terrängen runt Ward Tower är bergig söderut, men norrut är den kuperad. Trakten är obefolkad. Det finns inga samhällen i närheten. 